# Сан Чипријано - С. Барбара-Чентинале (Арецо)
Сан Чипријано - С. Барбара-Чентинале је насеље у Италији у округу Арецо, региону Тоскана.
Према процени из 2011. у насељу је живело 1977 становника. Насеље се налази на надморској висини од 142 м.